# Senat (Demokratische Republik Kongo)
Der Senat (französisch: Sénat) ist das Oberhaus des Parlaments der Demokratischen Republik Kongo. Der Senat wurde 1960 eingerichtet, 1967 abgeschafft und 2003 wieder eingeführt. Er repräsentiert die Provinzen der Demokratischen Republik Kongo und darf gemeinsam mit der Nationalversammlung über Gesetze abstimmen.

## Geschichte
Der Senat bestand von 1960 bis 1967 und wurde einige Jahre nach dem Sturz von Diktator Mobutu Sese Seko im Jahr 2003 wieder neu eingerichtet. Während der Übergangszeit in der Demokratischen Republik Kongo (2003–2006) hatte der Senat neben seiner legislativen Funktion auch die Aufgabe, die neue Verfassung des Landes auszuarbeiten. Diese Verfassung wurde durch ein Referendum im Dezember 2005 angenommen.

## Wahlsystem
Die Senatoren werden nicht direkt vom Volk gewählt, sondern indirekt über die Abgeordneten der Provinzversammlungen. Die Senatoren werden für eine Amtszeit von fünf Jahren, die verlängert werden kann, in indirekter Verhältniswahl mit mehreren Kandidaten, offenen Listen und einer einzigen Stimme pro Abgeordneten gewählt. Die Verteilung erfolgt nach dem Hare/Niemeyer-Verfahren. Jede der Provinzen darf unabhängig von ihrer Einwohnerzahl vier Senatoren entsenden. Der Hauptstadt Kinshasa stehen acht Senatoren zu, sodass es insgesamt 108 Sitze im Senat gibt. Jeder Senator wird mit zwei Stellvertretern gewählt. Den ehemaligen Präsidenten der DR Kongo steht automatisch ein Senatssitz auf Lebenszeit zu.

## Sitz
Der Senat tagt im Palais du Peuple in der Hauptstadt Kinshasa, in dem auch die Nationalversammlung der Demokratischen Republik Kongo beheimatet ist.